# Моћ теста
Моћ теста јесте вероватноћа да ће се при тестирању бинарне хипотезе одбацити нулта хипотеза.

## Статистички тестови хипотеза
Случајне променљиве су одређене својим расподелама. Често те расподеле нису познате, те се због тога уводе одговарајуће претпоставке, односно хипотезе за те расподеле. Конкретније, нека случајна променљива {\displaystyle X} припада фамилији допустивих расподела {\displaystyle F(x;\theta ),\theta \in \Theta }. Тада се претпоставка да дата случајна променљива припада неком подскупу допустивих расподела назива статистичком хипотезом. У статистици је чест проблем, сем поставки, прихватање и одбацивање одређене статистичке хипотезе. Да би се ово извршило, постављају се статистички тестови преко којих је циљ одредити да ли одређена хипотеза важи или се одбацује. Ово се врши на основу неког реализованог узорка и анализирањем његових параметара се доноси одлука. Тада се често хипотезе постављају на следећи начин: Ако желимо да докажемо неко тврђење, онда супротно тврђење узимамо за нулту хипотезу {\displaystyle H_{0}}, а само тврђење називамо алтернативном хипотезом {\displaystyle H_{1}}. Затим се одређује тест тако да је дефинисана статистика {\displaystyle S} (односно статистика теста) и скуп вредности за ту статистику за које одбацујемо нулту хипотезу. Тај скуп вредности се назива и облашћу одбацивања или критичном облашћу. Када се изврши тест, добија се неки узорак случајне расподеле и могући су следећи исходи - или се одбацује, јер је експериментом установљено да {\displaystyle S} припада области одбацивања и прихватамо {\displaystyle H_{1}}, или се {\displaystyle H_{0}} прихвата, јер статистика не припада области одбацивања, те не постоје разлози да се она одбаци. Ово је, у суштини, метод свођења на противречност.

## Грешке при тестирању хипотеза
Приликом оваквог начина тестирања хипотеза, могуће су две врсте грешака. Грешка прве врсте јесте она која настаје приликом одбацивања {\displaystyle H_{0}}, иако је она тачна. Грешка друге врсте би била неодбацивање {\displaystyle H_{0}} иако је {\displaystyle H_{1}}заправо тачна. Због поставке хипотеза, битније је да се не прави грешка прве врсте, јер би се тиме доказало тврђење које није тачно.

## Моћ теста
У вези са претходним, моћ теста би се могла дефинисати као вероватноћа да ће се при тестирању хипотезе одбацити нулта хипотеза. Ако тестирамо хипотезу о неком параметру {\displaystyle \theta } који припада скупу могућих његових вредности {\displaystyle \Theta }, тада је моћ теста заправо:
{\displaystyle \pi (\theta )=P(S\in C)}
Ту су {\displaystyle S}статистика теста и {\displaystyle C} област одбацивања.
Посматрајмо сада скуп могућих вредности параметра {\displaystyle \theta } и хипотезе везане за њега. Две хипотезе, {\displaystyle H_{0}} и {\displaystyle H_{1}}, због своје природе, праве поделу на два подскупа {\displaystyle \Theta _{0}} и {\displaystyle \Theta _{1}}. Ако је вероватноћа грешке прве врсте {\displaystyle \alpha (\theta )} дефинисана за {\displaystyle \theta \in \Theta _{0}}, а вероватноћа грешке друге врсте {\displaystyle \beta (\theta )}дефинисана за {\displaystyle \theta \in \Theta _{1}}, тада се види да су оне у вези са појмом моћ теста на следећи начин: 
{\displaystyle (\theta \in \Theta _{0})\alpha (\theta )=\pi (\theta )}
{\displaystyle (\theta \in \Theta _{1})\beta (\theta )=1-\pi (\theta )}

## Примена
Анализа моћи теста се често користи у практичним применама, када је, на пример, потребно наћи најмањи број тест субјеката који би био погодан за тестирање.